# Mets de Guaynabo 2024 (pallavolo femminile)
Questa voce raccoglie le informazioni riguardanti le Mets de Guaynabo nella stagione 2024.

## Stagione
Le Mets de Guaynabo disputano la Liga de Voleibol Superior Femenino, classificandosi al settimo posto al termine della regular season, mancando la qualificazione ai play-off scudetto.

## Organigramma societario
Area direttiva
- Presidente: Luis López Luna

Area tecnica
- Allenatore: Sirianis Méndez (fino a febbraio)[2], José Mieles (da febbraio)[2]

## Rosa
| N° | Nome                 | Ruolo | Data di nascita   | Nazionalità sportiva |
| -- | -------------------- | ----- | ----------------- | -------------------- |
| 1  | Savannah Vach        | P     | 1º febbraio 2001  | Stati Uniti          |
| 2  | Adriana Viñas        | L     | 1º marzo 1994     | Porto Rico           |
| 3  | Haley Bush           | S     | 30 giugno 2001    | Stati Uniti          |
| 4  | Dianise Rodríguez    | S     | 14 giugno 1995    | Porto Rico           |
| 5  | Xionalys Flores      | S     | 22 maggio 2001    | Porto Rico           |
| 6  | Bárbara López        | P     | 2 luglio 1996     | Porto Rico           |
| 7  | Nelmarie Cruz        | S     | 3 giugno 1996     | Porto Rico           |
| 8  | Camila Covas         | L     | 28 settembre 2001 | Porto Rico           |
| 9  | Legna Hernández      | S     | 18 luglio 1991    | Porto Rico           |
| 10 | Zoé Sostre           | C     | 12 maggio 1993    | Porto Rico           |
| 11 | Karina Ocasio        | O     | 1º agosto 1985    | Porto Rico           |
| 12 | Kyla Swanson         | C     | 16 agosto 2001    | Stati Uniti          |
| 13 | Jaylibeth García     | C     | 21 settembre 2000 | Porto Rico           |
| 14 | Madeleine McLaughlin | C     | 24 ottobre 1999   | Stati Uniti          |
| 15 | Nayka Benítez        | L     | 8 febbraio 1989   | Porto Rico           |
| 16 | Stephanie Rivera     | S     | 30 maggio 2000    | Porto Rico           |
| 17 | Naya Gros            | C     | 17 giugno 2000    | Stati Uniti          |
| 20 | Norian Ceballos      | O     | 27 marzo 2000     | Porto Rico           |

## Mercato
| Acquisti                               | Acquisti             | Acquisti              | Acquisti   |
| R.                                     | Nome                 | da                    | Modalità   |
| -------------------------------------- | -------------------- | --------------------- | ---------- |
| S                                      | Haley Bush           | Drake                 | definitivo |
| O                                      | Norian Ceballos      | Pinkin de Corozal     | definitivo |
| L                                      | Camila Covas         | West Virginia         | definitivo |
| S                                      | Nelmarie Cruz        | Leonas de Ponce       | definitivo |
| S                                      | Xionalys Flores      | -                     | definitivo |
| C                                      | Jaylibeth García     | Sam Houston State     | definitivo |
| C                                      | Naya Gros            | Dinamo Bucarest       | definitivo |
| S                                      | Legna Hernández      | Valencianas de Juncos | definitivo |
| P                                      | Bárbara López        | -                     | definitivo |
| C                                      | Madeleine McLaughlin | Arizona State         | definitivo |
| O                                      | Karina Ocasio        | Al-Ahly               | definitivo |
| S                                      | Dianise Rodríguez    | -                     | definitivo |
| C                                      | Zoé Sostre           | Leonas de Ponce       | definitivo |
| P                                      | Savannah Vach        | Miami (Florida)       | definitivo |
| L                                      | Adriana Viñas        | -                     | definitivo |
| Trasferimenti nel corso della stagione |                      |                       |            |
| L                                      | Nayka Benítez        | -                     | definitivo |
| S                                      | Stephanie Rivera     | -                     | definitivo |
| C                                      | Kyla Swanson         | Auburn                | definitivo |

| Cessioni | Cessioni             | Cessioni             | Cessioni   |
| R. | Nome                 | a                    | Modalità   |
| --- | -------------------- | -------------------- | ---------- |
| Non sono avvenuti movimenti di mercato in uscita prima dell'annata perché la società non era attiva nella stagione precedente |                      |                      |            |
| Trasferimenti nel corso della stagione                                                                                        |                      |                      |            |
| S | Xionalys Flores      | -                    | svincolata |
| C | Madeleine McLaughlin | Orlando Valkyries    | definitivo |
| C | Zoé Sostre           | Changas de Naranjito | definitivo |

## Risultati

### LVSF

#### Regular season
| 20 gennaio 2024 Coliseo Juan Aubín Cruz Abreu, Manatí  | Atenienses de Manatí    | 3 - 0 | Mets de Guaynabo        | 25-14, 25-21, 25-21               |
| 23 gennaio 2024 Coliseo Mario Morales, Guaynabo        | Mets de Guaynabo        | 2 - 3 | Valencianas de Juncos   | 22-25, 25-23, 24-26, 25-22, 12-15 |
| 26 gennaio 2024 Coliseo Mario Morales, Guaynabo        | Mets de Guaynabo        | 2 - 3 | Cangrejeras de Santurce | 25-16, 14-15, 25-21, 19-25, 10-15 |
| 28 gennaio 2024 Coliseo Mario Morales, Guaynabo        | Mets de Guaynabo        | 3 - 0 | Criollas de Caguas      | 25-14, 25-18, 25-16               |
| 30 gennaio 2024 Cancha José "Pepin" Cestero, Bayamón   | Pinkin de Corozal       | 3 - 1 | Mets de Guaynabo        | 25-23, 25-18, 14-25, 25-17        |
| 1º febbraio 2024 Coliseo Rafael Amalbert, Juncos       | Valencianas de Juncos   | 3 - 0 | Mets de Guaynabo        | 25-20, 25-19, 25-9                |
| 4 febbraio 2024 Coliseo Mario Morales, Guaynabo        | Mets de Guaynabo        | 1 - 3 | Changas de Naranjito    | 20-25, 19-25, 25-14, 21-25        |
| 9 febbraio 2024 Coliseo Roberto Clemente, San Juan     | Cangrejeras de Santurce | 3 - 0 | Mets de Guaynabo        | 25-12, 25-13, 25-21               |
| 10 febbraio 2024 Coliseo Roger L. Mendoza, Caguas      | Criollas de Caguas      | 2 - 3 | Mets de Guaynabo        | 25-20, 25-17, 25-27, 21-25, 6-15  |
| 12 febbraio 2024 Coliseo Mario Morales, Guaynabo       | Mets de Guaynabo        | 3 - 1 | Atenienses de Manatí    | 25-23, 25-22, 27-29, 25-21        |
| 13 febbraio 2024 Coliseo Mario Morales, Guaynabo       | Mets de Guaynabo        | 0 - 3 | Pinkin de Corozal       | 22-25, 22-25, 21-25               |
| 15 febbraio 2024 Coliseo Rafael Amalbert, Juncos       | Valencianas de Juncos   | 1 - 3 | Mets de Guaynabo        | 25-23, 14-25, 23-25, 21-25        |
| 17 febbraio 2024 Coliseo Juan Aubín Cruz Abreu, Manatí | Atenienses de Manatí    | 1 - 3 | Mets de Guaynabo        | 18-25, 23-25, 25-20, 21-25        |
| 23 febbraio 2024 Coliseo Gelito Ortega, Naranjito      | Changas de Naranjito    | 1 - 3 | Mets de Guaynabo        | 26-28, 25-17, 20-25, 22-25        |
| 27 febbraio 2024 Cancha José "Pepin" Cestero, Bayamón  | Pinkin de Corozal       | 3 - 2 | Mets de Guaynabo        | 25-19, 20-25, 25-19, 21-25, 15-9  |
| 28 febbraio 2024 Coliseo Mario Morales, Guaynabo       | Mets de Guaynabo        | 3 - 2 | Criollas de Caguas      | 25-21, 25-22, 19-25, 10-25, 17-15 |
| 29 febbraio 2024 Coliseo Mario Morales, Guaynabo       | Mets de Guaynabo        | 1 - 3 | Valencianas de Juncos   | 27-25, 19-25, 21-25, 23-25        |
| 2 marzo 2024 Coliseo Gelito Ortega, Naranjito          | Changas de Naranjito    | 3 - 1 | Mets de Guaynabo        | 25-18, 18-25, 28-26, 25-23        |
| 4 marzo 2024 Coliseo Mario Morales, Guaynabo           | Mets de Guaynabo        | 1 - 3 | Changas de Naranjito    | 22-25, 26-28, 25-19, 25-27        |
| 5 marzo 2024 Coliseo Mario Morales, Guaynabo           | Mets de Guaynabo        | 3 - 0 | Atenienses de Manatí    | 25-12, 25-21, 25-14               |
| 8 marzo 2024 Coliseo Roberto Clemente, San Juan        | Cangrejeras de Santurce | 3 - 1 | Mets de Guaynabo        | 25-19, 25-17, 26-28, 25-19        |
| 9 marzo 2024 Coliseo Roger L. Mendoza, Caguas          | Criollas de Caguas      | 3 - 1 | Mets de Guaynabo        | 28-26, 25-23, 31-33, 25-23        |
| 12 marzo 2024 Coliseo Mario Morales, Guaynabo          | Mets de Guaynabo        | 3 - 2 | Pinkin de Corozal       | 27-25, 25-23, 20-25, 21-25, 15-9  |
| 15 marzo 2024 Coliseo Mario Morales, Guaynabo          | Mets de Guaynabo        | 0 - 3 | Cangrejeras de Santurce | 23-25, 18-25, 20-25               |

## Statistiche

### Statistiche di squadra
| Competizione | Punti | In casa | In casa | In casa | In trasferta | In trasferta | In trasferta | Totale | Totale | Totale |
| Competizione | Punti | G       | V       | P       | G            | V            | P            | G      | V      | P      |
| ------------ | ----- | ------- | ------- | ------- | ------------ | ------------ | ------------ | ------ | ------ | ------ |
| LVSF         | 27    | 12      | 5       | 7       | 12           | 4            | 8            | 24     | 9      | 15     |
| Totale       | -     | 12      | 5       | 7       | 12           | 4            | 8            | 24     | 9      | 15     |

G = partite giocate; V = partite vinte; P = partite perse

### Statistiche dei giocatori
Dati non disponibili.